# Szellemirtók (film, 1984)
A Szellemirtók (eredeti cím: Ghostbusters) 1984-ben bemutatott amerikai sci-fi filmvígjáték. A forgatókönyvet Dan Aykroyd és Harold Ramis írta, a film producere és rendezője Ivan Reitman, a zenéjét Elmer Bernstein szerezte. A főszerepben Bill Murray, Dan Aykroyd, és Harold Ramis láthatóak, mint három parapszichológiával foglalkozó tudós, akik New Yorkban egy szellemfogó vállalkozást indítanak. Sigourney Weaver és Rick Moranis alakítják a filmben az egyik kliensüket, valamint annak szomszédját. Eleinte csak kisebb sikereket érnek el, ám amikor kiderül, hogy az egyik felhőkarcoló a spirituális aktivitás gyújtópontja, mely az ókori isten, Gozer megidézéséhez szükséges, az egész világ sorsa múlik rajtuk. A Columbia Pictures készítette és forgalmazta. Amerikában 1984. június 8-án, Magyarországon az első szinkronnal 1989. július 13-án mutatták be a mozikban, két szinkronos változat is készült belőle, amelyből a másodikat 2006. augusztus 19-én az RTL Klubon vetítették le a televízióban, a harmadikat 2009. június 15-én adták ki Blu-ray-n.
Eredetileg Aykroyd saját magának, illetve Saturday Night Live-os régi barátjának, John Belushinak szánta a projektet, mely teljesen más volt, mint a végleges mű. A "Ghostmashers" főhősei térben, időben, és dimenzióban utazó hősök lettek volna, akik szellemekkel küzdenek, de a rendező Reitman szerint ez túl költséges lett volna. Javaslatai alapján áttervezték a forgatókönyvet, melyben John Belushi, Eddie Murphy, és John Candy szerepeltek volna. Belushi azonban időközben meghalt, s így a másik két színész sem vállalta a szerepet.
1984-es premierje után a Szellemirtók hatalmas siker lett, mind a nézők, mind a kritika pozitívan fogadta. Két Oscar-díjra is jelölték, a legjobb vizuális effekt és a legjobb zene kategóriában, de egyiket sem nyerte meg. Az Amerikai Filmakadémia listáján 28. lett a 100 év száz legjobb komédiája között. Később két folytatás (Szellemirtók 2, Szellemirtók – Az örökség), három rajzfilmsorozat, egy reboot (szintén Szellemirtók címen), és jó néhány videójáték követte.

## Cselekmény
A New York-i Közkönyvtárban paranormális jelenségek zajlanak, ezért három ismert parapszichológust, Peter Venkmant (Bill Murray), Raymond Stantzot (Dan Aykroyd), és Egon Spenglert (Harold Ramis) hívnak ki, hogy vizsgálják ki az esetet. Kutakodásuk közben rálelnek egy rég halott könyvtárosnő szellemére, akit azonban felkészületlenségük miatt nem tudnak elkapni, és a frászt hozza rájuk. Mivel kirúgták őket az egyetemi oktatói állásukból, és mert úgy látják, hogy egyre több és több szellem bukkan fel a városban, megalakítják a "Szellemirtók" nevű céget, melynek lényege a kísértetek befogása. Néhány hét tanulás és a megfelelő felszerelések elkészítése után beköltöznek egy régi tűzoltóállomásra, és megkezdik tevékenységüket. Eleinte nincs ügyfelük, de aztán a Segdewick Hotel vezetője bejelentkezik náluk, és végül elfogják az első szellemüket. Ezután egyre több szellem jelenik meg, a Szellemirtók igazi hírességek lesznek, de a feszített munkatempót nehezen bírják. Ezért felvesznek maguk mellé egy negyedik embert, Winston Zeddemore-t (Ernie Hudson).
Egyik ügyfelük Dana Barrett (Sigourney Weaver), akinek a lakását egy démoni lélek, Zuul szállja meg, aki önmagát a Gozeri Gozer, a pusztítás alakváltó sumér istenének szolgájaként írja le. Venkman érdeklődését felkelti az eset, ahogy Dana is, és ezzel kiváltja a nő szomszédjának, Louis Tully-nak (Rick Moranis) a féltékenységét. Zuul megszállja Dana testét, s innentől a Kapu Őrzőjének hívja magát, aki a Kulcsok Őrére vár. Az egy másik szellem, Vinz Clortho, aki pedig Louist szállja meg. Mivel mindketten Gozer eljöveteléről beszélnek, a Szellemirtók jobbnak látják egymástól távol tartani őket. Egy túlbuzgó hivatalnok, Walter Peck (William Atherton) gyanakodni kezd rájuk, eljárást indít ellenük, ami miatt kénytelenek kikapcsolni a szellemeket őrző berendezést. Erre a kísértetek elözönlik New York utcáit. Louis is megszökik az őrizetből, hogy megkeresse Danát.
Dana lakásának tervrajzait tanulmányozva a Szellemirtók rájönnek, hogy az építményt egy okkultista tudós, bizonyos Ivo Shandor tervezte, aki az I. világháború eseményeit látva úgy érezte, az emberiség egyedül képtelen a túlélésre. A felhőkarcoló a spirituális energia fókuszálásával képes arra, hogy megidézze Gozert, és pusztulást hozzon a világra. Bár őrizetbe akarják őket venni, a fokozódó paranormális aktivitás miatt kiengedik őket, de már nem tudják megállítani Gozer érkezését. Először egy nő (Slavitza Jovan) alakját veszi fel, és erejével letaglózza őket, majd eltűnik, azzal, hogy ők válasszák ki, ki pusztítsa el őket. Venkman rájön, hogy bármire is gondolnak, a lény azzá fog alakulni, ezért megkéri a társait, hogy ne gondoljanak semmire. Stantz azonban mégis gondol: egy barátságos figurára gyerekkorából, aki szerinte nem árthat senkinek: a Stay Puft habcsókemberre. Gozer felveszi ennek az alakját, és gigászi méretben tör a városra. Megállításához egy tiltott dolgot kell használniuk: protonágyúik sugarainak egyesítését; ezzel bezárják a portált, és visszaűzik Gozert oda, ahonnét jött. A habcsókember felrobban és beterít mindent, Dana és Louis kiszabadulnak, New York városának lakói pedig hősként ünneplik a Szellemirtókat.

## Elkészülte
A filmet Aykroyd vonzódása ihlette a paranormális jelenségekhez. Ez náluk családi vonás: az apja könyvet írt a szellemekről, az anyja állítása szerint látott szellemeket, nagyapja rádiókkal kísérletezett a halottakkal való kapcsolatfelvétel érdekében, dédapja pedig ismert spiritiszta volt. 1981-ben olvasott egy cikket a kvantumfizikáról és a parapszichológiáról, és ez adta meg az alapötletet a szellemek befogásáról. Látott régi filmeket, többek között az Abbott és Costello párossal, Bob Hope-pal, és a Bowery-fiúkkal, amelyeknek egy modern változatát szerette volna megcsinálni.
Aykroyd úgy írta meg a forgatókönyvet, hogy a főszerepekre magán kívül Eddie Murphy-t, és jóbarátját, a szintén a Saturday Night Live egykori oszlopos tagját, John Belushit képzelte el. Belushi azonban 1982 márciusában váratlanul meghalt, Aykroyd még arra is emlékszik, hogy a halálhírét akkor tudta meg, amikor az ő szövegét írta a filmhez. Így új főszereplőt keresett, akit szintén egy régi SNL-sztár, Bill Murray személyében talált meg. Murray igent is mondott, de nem kötelezte el magát egyértelműen, ami sok fejfájást okozott később. Közben elkészült a forgatókönyv első vázlata, benne három emberrel, akik szellemekre vadásznak, és egy "habcsókemberrel". Úgy képzelte el a Szellemirtókat, mint a rovarirtókat, akiket kihív az ember, ha baj van. Rendezőnek Ivan Reitmant képzelte el, aki a Party zóna és a Bombázók a seregnek című filmekkel már készített sikeres vígjátékokat. A 70-80 oldalas történetvázlat jóval komolyabb hangvételű volt és ijesztőbb, mint a végleges film, ráadásul iszonyúan drága lett volna leforgatni.
Reitman elmagyarázta Aykroydnak, hogy ezt így lehetetlen lenne megvalósítani, és sokkal célszerűbb lenne, ha a történet a Földön játszódna, realisztikus környezetben – így a tervezett "habcsókember" is könnyebben beilleszthető lenne a narratívába. Azt is mondta, hogy célszerű lenne bemutatni, hogyan is kezdték el a Szellemirtók a vállalkozásukat. A találkozójukon ott volt Harold Ramis is, akivel Reitman sokszor dolgozott már együtt, és meglátása szerint hasznos ötleteket tudott volna hozzátenni a forgatókönyvhöz. Emellett az egyik szellemirtó szerepére is kézenfekvő választás lett.
Noha a forgatókönyvet alaposan át kellett dolgozni, Reitman bemutatta a Columbia Pictures főnökének, Frank Price-nak 1983 márciusában. Price azt mondta, az alapötlet vicces, de sok a kérdőjel: nagy költségvetésre és speciális effektekre lenne szükség és neves színészeket kell szerződtetni. Reitman azt mondta, kb. 25 millió dollárból ki lehet hozni a filmet, amire Price az áldását adta, azzal, hogy a filmnek 1984 júniusára mindenképp el kell készülnie. Ez azt jelentette, hogy alig több mint egy évük volt hátra, és még se forgatókönyv nem volt, se stáb a különleges effektekre, és még a forgatás kezdő napja se volt kitűzve.
Mindenekelőtt a film címét kellett lefixálni. A "Ghostbusters" címet ugyanis az 1970-es évek óta, egy azonos című gyerekműsor okán, a Universal Studio birtokolta. A helyzet különös módon oldódott meg: Price időközben átigazolt a Columbiától a Universalhoz, és eladta nekik a jogokat.
Hogy nyugodtan tudjanak dolgozni a forgatókönyvön, Aykroyd, Ramis, Reitman, és családjaik elmentek Aykroyd Martha's Vineyard-on található hétvégi házába, és két héten át megállás nélkül a filmet írták. Több ötletet is elvetettek, például a hírességek által kísértett elmegyógyintézetet, illetve egy illegális szellemtárolót New Jersey-ben. 1983 júliusának végére többé-kevésbé kész lett a forgatókönyv, ezután érkezett meg Bill Murray, aki épp akkor fejezte be a Borotvaélen forgatását, de nem sokat tett hozzá a cselekményhez.
Eldöntötték, hogy Ramis karaktere lesz az agy, Aykroydé a szív, Murrayé pedig a száj a csapaton belül. Az eredeti tervek szerint a Szellemirtóknak lett volna egy főnöke, Ramis javaslatára azonban ezt kihagyták, helyette a karaktereket domborították ki: Peter lett a laza, modern ügynök, Ray az őszinte, gyermekien lelkesedő technikus, Egon pedig a tárgyailagos, sztoikus értelmiségi. Reitman szerint a legnehezebb azt volt megírni, hová fusson ki a film: nem tudták, hogy mi legyen a cél, ki legyen a főgonosz és neki mi legyen a célja, miért jelennek meg a szellemek, és hogyan jelenítsék meg a habcsókembert. Közben leigazolták Richard Edlundot, aki a speciális effektusokért felelt.
Murray ideális főszereplőnek ígérkezett, de köztudomású volt róla, hogy nehezen kötelezi el magát egyetlen projekt mellett. Price megfinanszírozta a saját ötletét, a Borotvaélen című filmet, abban bízva, hogy ha bukás is lesz, keveset veszítenek vele, de a Szellemirtókra így könnyebben rá tudják majd venni. Michael Keaton, Chevy Chase, Tom Hanks, Robin Williams, Steve Guttenberg, és Richard Pryor is esélyesek voltak egy időben a szerepre, Egonéra pedig Christopher Walken, John Lithgow, Christopher Lloyd, és Jeff Goldblum is. A három főszereplő mellett Ernie Hudson lett a negyedik szellemirtó, aki úgy jelentkezett, hogy karakterének, Winston Zeddemore-nak az eredeti tervek szerint jóval nagyobb szerepe lett volna – a forgatás megkezdéséig viszont alaposan megkurtították azt. Dana Barrett szerepére Daryl Hannah, Denise Crosby, és Julia Roberts is esélyes volt, végül Sigourney Weaver mellett döntöttek. Ő ekkoriban drámai szerepeket játszott, így kezdetben tartottak is tőle. Az ő ötlete volt, hogy Danát szállja meg Zuul, és ne legyen modell, mint ahogy eredetileg tervezték, hanem legyen zenész. Louis Tully szerepére eredetileg John Candyt akarták, de ő egyszerűen nem tudott mit kezdeni a szereppel. Helyette került be Rick Moranis, aki rengeteget tett hozzá a karakterhez: ő találta ki, hogy legyen könyvelő, és sok szöveget improvizált is. Annie Potts lett a Szellemirtók titkárnője, William Atherton Broadway-színész pedig Walter Peck. Gozert eredetileg egy öltönyös-aktatáskás építésznek képzelték el, Paul Reubens alakításában, de ő visszaadta a szerepet, és így lett a jugoszláv színésznő, Slavitza Jovan az. Külsejét Grace Jones és David Bowie androgün kinézete is inspirálta.
A forgatás 1983. október 28-án kezdődött. Bill Murray ekkor jelent meg először a forgatáson, és még abban sem volt biztos senki, hogy felbukkan, vagy egyáltalán elolvasta a forgatókönyvet. A munkák hat hétig tartottak, karácsony előtt fejezték be, még a rossz idő beállta előtt. Akkoriban elég kockázatos volt forgatni New Yorkban, ugyanis a város nem éppen jó hírnévnek örvendett a közbiztonság és a közállapotok miatt. Az 55 Central Park West alatti ház lett a történet ikonikus épülete, a végső ütközet helyszíne, emellett számos más helyen forgattak a városban. Ezután Los Angelesben fejezték be a munkákat, a Burbank stúdióban, amellett a városban vették fel a Szellemirtók bázisául szolgáló kiszuperált tűzoltóállomás jeleneteit is. Mindkét városban forgattak a közkönyvtárhoz kapcsolódó jeleneteket.
A forgatás után kezdődtek a speciális effektek elkészítései, amellett megvágták a nyersanyagot is. Ekkor került ki többek között a "Fort Detmerring" jelenet, amelyben Ray szexuális kapcsolatra lép egy szellemmel. Ezt kivágták, mert lelassította a film tempóját, ellenben egyes jeleneteit felhasználták a film közepén egy montázsban.
A film zenéjét Elmer Bernstein szerezte. Emellett bekerültek slágerek is: Mick Smileytól a "Magic", illetve a kifejezetten a filmhez írt Ray Parker Jr. dal ("Ghostbusters"). Ez utóbbiból kisebb botrány is kerekedett, ugyanis amíg nem volt meg a dal, a filmben a Huey Lewis and the News "I Want A New Drug" című számát használták ideiglenesen, mivel a tempója pontosan illett a cselekményhez. A két dal között azonban kísérteties hasonlóságok vannak, ami miatt a zenekar pert is kezdeményezett.

## Szereplők
| Szereplő           | Színész          | Magyar hang        | Magyar hang        | Magyar hang        |
| Szereplő           | Színész          | 1. szinkron (1989) | 2. szinkron (2006) | 3. szinkron (2009) |
| ------------------ | ---------------- | ------------------ | ------------------ | ------------------ |
| Dr. Peter Venkman  | Bill Murray      | Felföldi László    | Tarján Péter       | Anger Zsolt        |
| Dr. Raymond Stantz | Dan Aykroyd      | Kerekes József     | Kerekes József     | Kerekes József     |
| Dr. Egon Spengler  | Harold Ramis     | Gáti Oszkár        | Csernák János      | Kálid Artúr        |
| Dana Barrett       | Sigourney Weaver | Tóth Enikő         | Nyírő Bea          | Pálfi Kata         |
| Louis Tully        | Rick Moranis     | Harkányi Endre     | Háda János         | Scherer Péter      |
| Janine Melnitz     | Annie Potts      | Jani Ildikó        | ?                  | Kökényessy Ági     |
| Walter Peck        | William Atherton | Csernák János      | Juhász György      | Damu Roland        |
| Winston Zeddemore  | Ernie Hudson     | Dörner György      | Jakab Csaba        | Schneider Zoltán   |
| Lenny polgármester | David Margulies  | Kiss Gábor         | Cs. Németh Lajos   | Hajdu István       |

A filmben kisebb szerepet kapott még az idős könyvtáros szellemeként Ruth Hale Oliver asztrológus, a könyvtárosnő szerepében Alice Drummond, Dr. Venkman kísérletének alanyaiként Jennifer Runyon és Steven Tash. Kymberly Herrin playmate alakítja az álomjelenet szellemét, Timoty Carhart a hegedűművészt, Reginald VelJohnson pedig egy rendőrt. Rajtuk kívül Roger Grimsby, Larry King, Joe Franklin és Casey Kasem cameo-szerepben láthatók, Kasem felesége, Jean, mint a magas nő látható Louis partiján. A pornósztár Ron Jeremy és Debbie Gibson is felbukkannak.
- További magyar hangok (1. szinkronban): Antal László, Báró Anna, Benkő Péter, Botár Endre, Csankó Zoltán, Dengyel Iván, Farkasinszky Edit, Hankó Attila, Huszár László, Izsóf Vilmos, Jakab Csaba, Kenderesi Tibor, Kiss Erika, Kovács István, Kökényessy Ági, Kránitz Lajos, Kristóf Tibor, Martin Márta, Melis Gábor, Orosz István, Perlaki István, Sörös Sándor, Szersén Gyula, Tallós Rita, Tóth Enikő, Versényi László
- További magyar hangok (2. szinkronban): Balázsi Gyula
- További magyar hangok (3. szinkronban): Barbinek Péter, Bartók László, Előd Botond, Kapácsy Miklós, Németh Gábor, Rosta Sándor, Seder Gábor, Szokolay Ottó

## Folytatásai
A film folytatása 1989-ben készült el, angol nyelvterületen Ghostbusters II, Magyarországon Szellemirtók 2. címen forgalmazták. 1986-ban tévésorozat készült a filmből Az igazi Szellemirtók címen, majd 1988-ban Ragacs, a barátságos szellem kapott egy külön sorozatot, azonban ehhez sose készült magyar szinkron. 1997-ben A szellemirtók újabb kalandjai címen rajzfilmsorozatot készítettek Az igazi Szellemirtók folytatásaként. 2016-ban újraforgatták, más történettel és női főszereplőkkel.

## Díjak, jelölések
| Év   | Díj                | Kategória                                                                           | Jelölt | Eredmény |
| ---- | ------------------ | ----------------------------------------------------------------------------------- | --- | -------- |
| 1985 | Oscar-díj          | Legjobb effektek, vizuális effektek                                                 | Richard Edlund John Bruno Mark Vargo Chuck Gaspar                                                                                                | Jelölve  |
| 1985 | Oscar-díj          | Legjobb zene                                                                        | Ray Parker Jr. Ghostbusters | Jelölve  |
| 1985 | Saturn Award       | Legjobb Fantasy Film                                                                | | Elnyerte |
| 1985 | BAFTA-díj          | Legjobb filmzene                                                                    | Ray Parker Jr. Ghostbusters | Elnyerte |
| 1985 | BAFTA-díj          | Legjobb speciális vizuális effektus                                                 | Richard Edlund | Jelölve  |
| 1985 | Golden Globe-díj   | Legjobb film – vígjáték / musical                                                   | | Jelölve  |
| 1985 | Golden Globe-díj   | Legjobb eredeti filmzene                                                            | Ray Parker Jr. Ghostbusters | Jelölve  |
| 1985 | Golden Globe-díj   | Legjobb férfi mellékszereplő Film – vígjáték / musical                              | Bill Murray | Jelölve  |
| 1985 | Golden Screen      |                                                                                     | Warner/Columbia (gyártó) | Elnyerte |
| 1985 | Grammy-díj         | Best Album of Instrumental Score Written for a Motion Picture or Television Special | Ray Parker Jr. Kevin O'Neal Bobby Alessi David Immer Tom Bailey Graham Russell David Foster Jay Graydon Diane Warren Mick Smiley Elmer Bernstein | Jelölve  |
| 1985 | Hugo Award         | Legjobb drámai előadás                                                              | | Jelölve  |
| 1985 | Young Artist Award | Legjobb családi film – vígjáték vagy musical                                        | | Elnyerte |

## Betétdalok
A főcímdalt, a "Ghostbusters"-t Ray Parker Jr. írta és adta elő. Hatalmas sláger lett, három hétig tanyázott a Billboard lista első helyén. Huey Lewis azonban beperelte Parkert plágium miatt, ugyanis szerinte a dal az ő 1983-as "I Want A New Drug"-jának leutánzása. Lewist valóban felkérték, hogy írja meg a film főcímdalát, de a Vissza a jövőbe zenéjének megírása miatt elállt ettől. Parker pedig a tesztvetítések alatt használt Huey Lewis-dalt használta fel kiindulópontként. A két zenész később peren kívül megegyezett.
A videóklip különlegessége, hogy azt Ivan Reitman rendezte, és számos híresség felbukkan benne, például Chevy Chase, Irene Cara, John Candy, Ollie E. Brown, Melissa Gilbert, Jeffrey Tambor, George Wendt, Al Franken, Danny DeVito, Carly Simon, Peter Falk, Lori Singer, és Teri Garr.
1. Ray Parker Jr. – "Ghostbusters"
2. Alessi – "Savin' The Day"
3. Laura Branigan – "Hot Night"
4. The Trammps – "Disco Inferno"
5. The Bus Boys – "Cleanin' Up The Town"
6. Thompson Twins – "In The Name Of Love"
7. Air Supply – "I Can Wait Forever"
8. Mick Smiley – "Magic"